# Archophileurus aper
Archophileurus aper är en skalbaggsart som beskrevs av S. Endrödi 1977. Archophileurus aper ingår i släktet Archophileurus och familjen Dynastidae. Inga underarter finns listade.